# Tagab (ort)
Tagab är en ort i Afghanistan, 60 kilometer nordost om huvudstaden Kabul. Den ligger i provinsen Kapisa och är administrativ huvudort i distriktet Tagab. Orten ligger 1 335 meter över havet och antalet invånare är cirka 6 400.